# Хмельницкий, Анатолий Иванович
Анато́лий Ива́нович Хмельни́цкий (15 апреля 1936 — 12 марта 2024) — советский, российский дипломат. Чрезвычайный и полномочный посол (1991).
Окончил Московский государственный институт международных отношений (МГИМО) МИД СССР (1960).
Работал на различных дипломатических должностях в МИД СССР и России. С 8 сентября 1988 по 2 ноября 1992 года был чрезвычайным и полномочным послом СССР, затем (с 1991) Российской Федерации в Малайзии. С 13 февраля 1996 по 16 июля 2002 года — чрезвычайный и полномочный посол России на Филиппинах.
Был женат, имел двоих детей.
Умер 12 марта 2024 года в возрасте 87 лет.

## Награды
- Медаль «За трудовое отличие».
- Почётная грамота Президиума Верховного совета РСФСР.
- Почётная грамота Министерства иностранных дел Российской Федерации.